# Campoletis tibetana
Campoletis tibetana är en stekelart som först beskrevs av Kokujev 1915.  Campoletis tibetana ingår i släktet Campoletis och familjen brokparasitsteklar. Inga underarter finns listade.